# Зуєнко Сергій Тихонович
Сергі́й Ти́хонович Зує́нко (нар. 27 червня 1956, с. Новеньке Брянської області Росії) — український співак (баритон), режисер, заслужений артист України (2007).

## Життєпис
Народився 27 червня 1956 року в селі Новеньке Брянської області Росії.
1984 — закінчив Одеську консерваторію (клас В. С. Нещеретного).
З 1984 — соліст Одеського театру опери та балету.
1991 — закінчив у Москві Державний інститут театрального мистецтва (ГІТІС, викладач М. Дотбілов).
З 1991 — режисер-постановник Одеського національного академічного театру опери та балету.
З 1992 року також працював як режисер-постановник і виступав як драматичний актор в Одеському муніципальному шоу-театрі «Ришельє».
1994 року записав диск з авторськими піснями на фірмі «Мелодія». Автор більше 40 пісень.
Як співак виконує старовинні російські романси і українські народні пісні.
2008 — поставив мюзикл «Кому на Русі жити х…».
Гастролював в Іспанії, Італії, Великій Британії, США, Австрії, Швейцарії.
Викладач (в. о. доцента) кафедри оперної підготовки Одеської національної музичної академії імені А. В. Нежданової.

## Партії
- Робінзон («Таємний шлюб» Д. Чимароза)
- Микола («Наталка-Полтавка» М. Лисенка)
- Єлецький, Онєгін, Роберт («Пікова дама», «Євгеній Онєгін», «Іоланта» П. Чайковського)
- Жермон, Ріголетто («Травіата», «Ріґолетто» Дж. Верді)
- Фігаро («Севільський цирульник» Дж. Россіні)
- Шарплес, Шонар («Мадам Баттерфляй», «Богема» Дж. Пуччіні)
- Царьов («Семен Котко» С. Прокоф'єва)
- Султан («Запорожець за Дунаєм» С. Гулака-Артемовського)

## Постановки
- «Алеко» С. Рахманінова
- «Севільський цирульник» Дж. Россіні
- «Ріголетто», «Травіата», «Трубадур», «Бал-Маскарад» Дж. Верді
- «Таємний шлюб» Д. Чімарози
- «Шлюбний вексель» Дж. Россіні
- «Лючія ді Ламмермур» Г. Доніцетті
- «Мадам Баттерфляй»
- «Богема» Дж. Пуччіні
- «Кармен» Ж. Бізе
- «Паяци» Р. Леонкавалло
- «Євгеній Онєгін» П. Чайковського
- «Сільська честь» П. Масканьї
- «Алеко» С. Рахманінова
- «Білосніжка і 7 гномів» Е. Колмановського

## Нагороди
- 1987 — Лауреат Національного конкурсу камерних виконавців «Золота осінь».
- 1989 — Лауреат Міжнародного конкурсу співаків ім. Ф. Шаляпіна (Казань, 3-я премія).
- 2007 — Заслужений артист України.